# Sauveur Pierre Étienne
Sauveur Pierre Étienne, né le 5 septembre 1959 à Port-au-Prince, est un politologue, homme politique et enseignant haïtien. Il est le coordinateur du parti politique l'Organisation du peuple en lutte.

## Biographie
Sauveur Pierre Étienne est né à la capitale Port-au-Prince le 5 septembre 1959. Sa mère, Altagrace Jean-Pierre, est issue de la commune haïtienne de Thomonde ; son père, Georges Lespinasse Ducerceau Étienne, est originaire de la ville de Barradères.
Il obtient une maîtrise en sciences du développement à la Faculté d’ethnologie de l'Université d'État d'Haïti, une maîtrise en sciences sociales à la Faculté latino-américaine de Sciences Sociales de Mexico, et un doctorat en sciences politiques à l'Université de Montréal en 2005. Il est ensuite postdoctorant à l'École des hautes études en sciences sociales en France puis enseignant-chercheur à l'université d'État d'Haïti.

## Vie politique
Plusieurs membres de sa famille ont été exilés sous la dictature de François Duvalier. Sauveur Pierre Étienne devient militant à l'âge de 13 ans pour le Parti communiste haïtien (l'ancien Parti unifié des communistes haïtiens).
Il est membre de l'Organisation politique Lavalas dans les années 1990 qui mène Jean-Bertrand Aristide à la présidence, puis intègre l'Organisation du peuple en lutte (OPL), parti né en 1997 de la rupture avec Aristide qui crée Fanmi Lavalas. Le 6 septembre 1997, il est la cible d'un tireur inconnu alors qu'il était en voiture. À la suite de cette tentative d'assassinat, il part en exil dix ans.
Après son retour, en 2011, il est nommé coordonnateur de l'OPL. En mai 2015, il obtient l'investiture du parti pour les élections présidentielles.

## Œuvres
Sauveur Pierre Étienne est l'auteur de : 
- Haïti : l'invasion des ONG, éditions CIDIHCA, Montréal 1997[8] ;
- Haïti : misère de la démocratie, Éditions L'Harmattan 1999[9] ;
- L'énigme haïtienne : échec de l'État moderne en Haïti, Presses de l'Université de Montréal, 2007[10],[11]
- Haïti, la République dominicaine et Cuba : État, économie et société (1492-2009), Éditions L'Harmattan 2011[12].